# Trung tâm Nghiên cứu và Bảo tàng UFO Quốc tế
Trung tâm Nghiên cứu và Bảo tàng UFO Quốc tế (tiếng Anh: International UFO Museum And Research Center) là cơ sở tọa lạc tại Roswell, New Mexico nước Mỹ tập trung nghiên cứu các giả thuyết xung quanh vụ rơi đĩa bay ở Roswell năm 1947. Ngoài ra, bảo tàng còn giới thiệu các hiện tượng không giải thích được khác như vòng tròn đồng ruộng và trường hợp chứng kiến UFO, Khu vực 51, phi hành gia cổ đại hay những vụ người ngoài hành tinh bắt cóc.
Bảo tàng này do Glenn Dennis, Walter Haut, và Max Littell thành lập và mở cửa vào tháng 9 năm 1991, trên danh nghĩa là tổ chức giáo dục phi lợi nhuận 501c3 và nằm trong một rạp chiếu phim cũ có từ thập niên 1930. Thị trấn Roswell nơi đặt bảo tàng chính là địa điểm xảy ra sự kiện Roswell nổi tiếng vào năm 1947, Glenn Dennis và Walter Haut cũng là một trong những bên liên quan đến sự kiện này.
Bên cạnh đó, sự kiện Roswell từng thu hút nhiều người đến tham quan bảo tàng này là nhờ vụ một chủ trang trại tên là W. W. "Mack" Brazel tình cờ phát hiện ra các mảnh vỡ kim loại nằm bên ngoài Roswell, gần một rãnh khổng lồ kéo dài hàng trăm feet. Bảo tàng cũng có một cửa hàng quà tặng với những món quà lưu niệm lấy cảm hứng từ UFO.